# Herbert Kötter
Herbert Kötter (* 5. Dezember 1916 in Bad Pyrmont; † 2. Januar 2003 in Lollar) war ein deutscher Agrar- und Wirtschaftssoziologe.

## Leben
Nach dem Zweiten Weltkrieg, an dem er als Soldat teilnahm, und Gefangenschaft in den USA studierte Kötter an der damaligen Justus-Liebig-Hochschule Gießen Landwirtschaft und wurde 1951 zum Dr. agr. promoviert. Bis 1953 war er wissenschaftlicher Assistent in Gießen, arbeitete danach für kurze Zeit in der Privatwirtschaft und wurde noch 1953 Mitarbeiter der Forschungsgesellschaft für Agrarpolitik und Agrarsoziologie e. V. in Bonn, deren Leitung er 1958 übernahm. 1959 habilitierte er sich an der Rheinischen Friedrich-Wilhelms-Universität Bonn für Agrarsoziologie und Agrarpolitik.
1964 wurde Kötter Professor für Agrarsoziologie an der Justus-Liebig-Universität Gießen, deren Rektor er 1968/69 war. Er wechselte 1969 als Professor für Wirtschaftssoziologie an die landwirtschaftliche Fakultät der Universität Bonn, wo er bis zu seiner Emeritierung lehrte.
Kötter war langjähriger Berater des Bundeslandwirtschaftsministeriums und des Bundesministeriums für wirtschaftliche Zusammenarbeit.